# (90995) 1998 AK
1998 أي كي (ويعرف أيضًا باسم (90995) 1998 أي كي وفق تسمية الكوكب الصغير) (بالإنجليزية: 1998 AK)‏ هو كويكب ضمن حزام الكويكبات؛ وترتيبه 90995 من حيث الاكتشاف.
اكتُشف هذا الجُرم الفلكي بواسطة تاكيشي أوراتا ‏ في 2 يناير 1998.

## وصلات خارجية
- (90995) 1998 AK في قاعدة بيانات مختبر الدفع النفاث لأجرام النظام الشمسي الصغيرة

- الاكتشاف · مخطط المدار ·  العناصر المدارية · المعلمات المادية

- (90995) 1998 AK على موقع ويكي سكاي: DSS2, SDSS, GALEX, IRAS, Hydrogen α, X-Ray, Astrophoto, Sky Map, Articles and images